# Androsace brevis
Androsace brevis là một loài thực vật có hoa trong họ Anh thảo. Loài này được (Hegetschw.) Ces. mô tả khoa học đầu tiên năm 1844.